# 三星Galaxy Feel
三星Galaxy Feel 是一款由韩国三星电子所生产的一款建构于安卓平台的智能手机，仅在日本推出，於2017年6月發佈，由NTT DOCOMO發售。並以Android Nougat作為作業系統。